# Proton (bilmärke)
För andra betydelser, se Proton (olika betydelser).

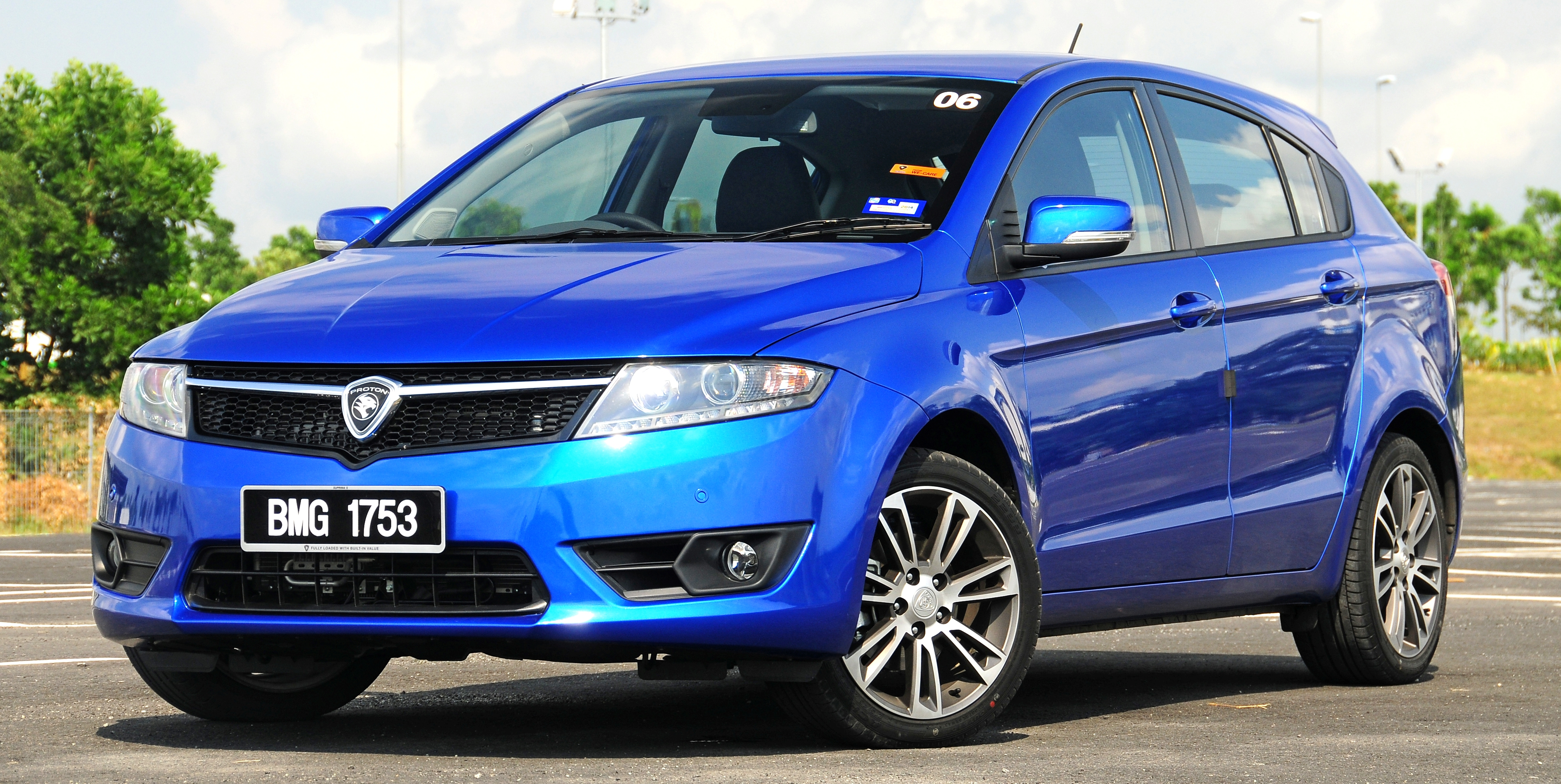
Proton Suprima S

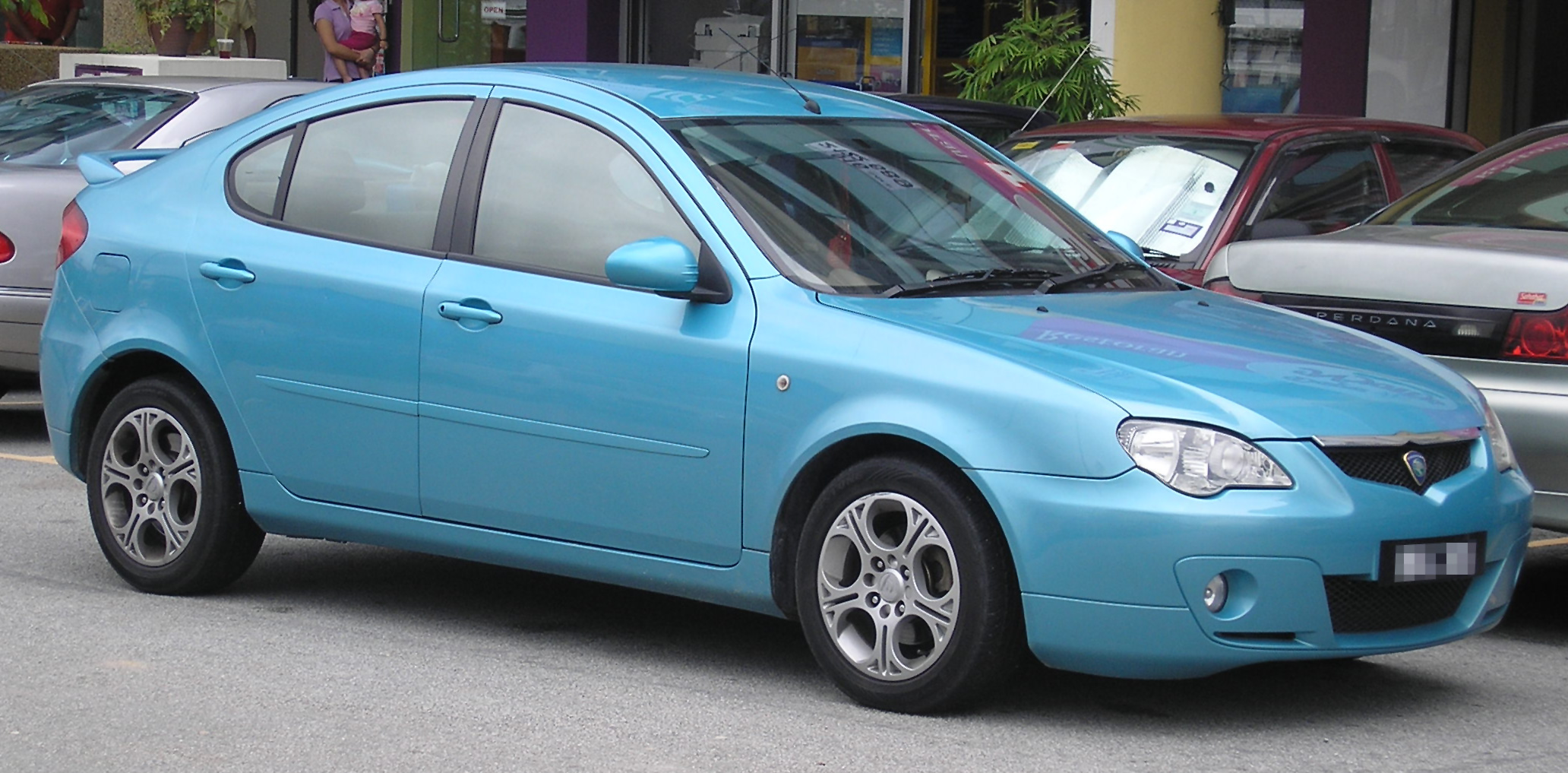
Proton Gen-2

Proton, (från Perusahaan Otomobil Nasional (det nationella bilprojektet)), är en malaysisk biltillverkare, vars verksamhet grundlades 1985 av den dåvarande premiärministern Mahathir Mohamad. Det var landets enda biltillverkare fram till Perodua grundades 1993. Staten ägde 43% av Proton genom företaget Khazanah Nasional Bhd. Mitsubishi var delägare fram till 2004. 2012 sålde Khazanah Nasional sin andel i Proton till DRB-HICOM. Protons största bilfabrik är belägen i Shah Alam, Malaysia. 
Ursprungligen var bilmodellerna främst baserade på Mitsubishi-modeller. Märkets första modell, Proton Saga, var baserad på Mitsubishi Lancer. På senare år har man gått över allt mer till egendesignade bilar. Den första egendesignade modellen var Proton Waja (Proton Impian i Storbritannien), som lanserades 2001. Man har genom åren bland annat haft samarbete med biltillverkare som Volkswagen AG och MG Rover. Rover var intresserad av att licenstillverka några av Protons modeller innan de gick i konkurs. Proton samarbetar även med Youngman som säljer Proton-bilar under namn som Lotus och Europestar i Kina.
Proton äger det klassiska brittiska bilmärket Lotus, vilket man övertog 1996. I och med detta har Proton kunnat ta tillvara den expertis som finns hos Lotus. Proton och Lotus samarbetade med att utveckla Proton Gen-2.

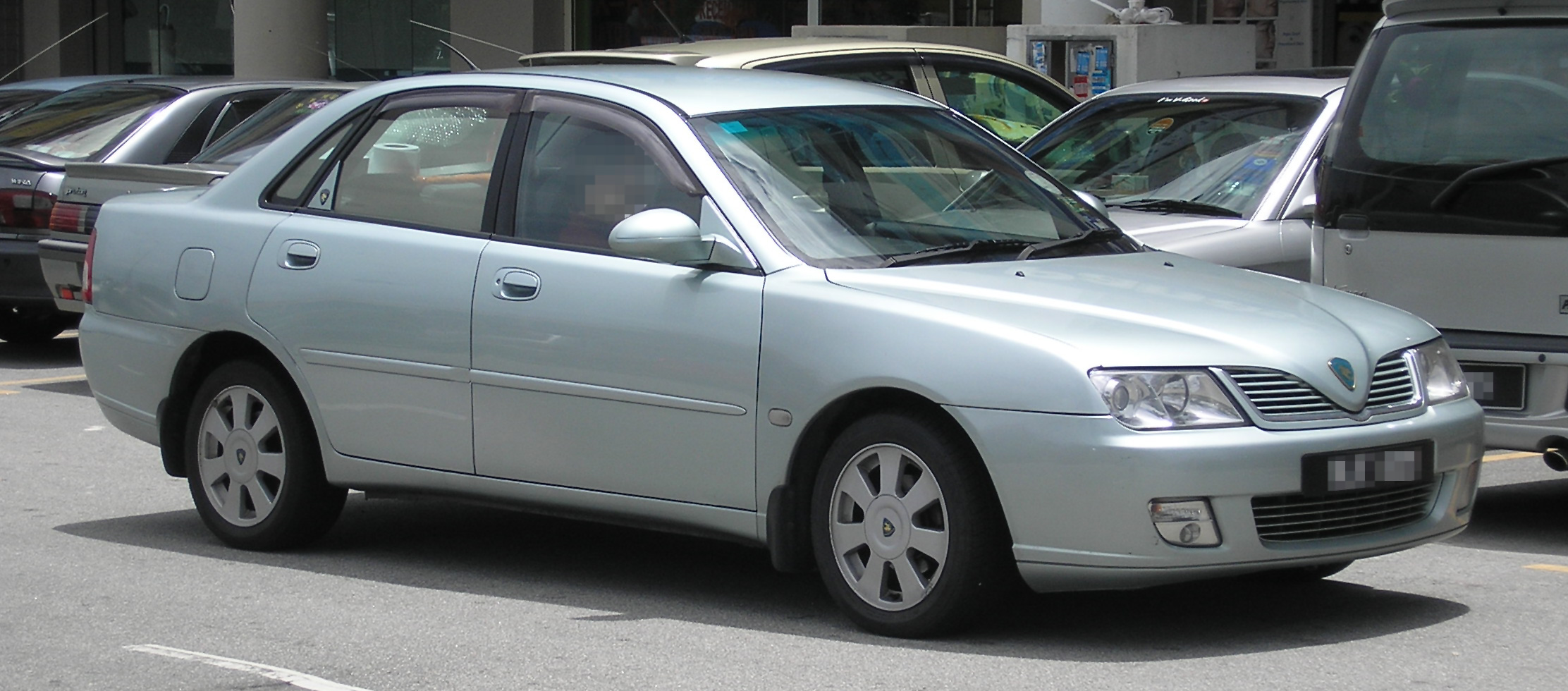
Proton Waja, Protons och Malaysias första egendesignade bilmodell.

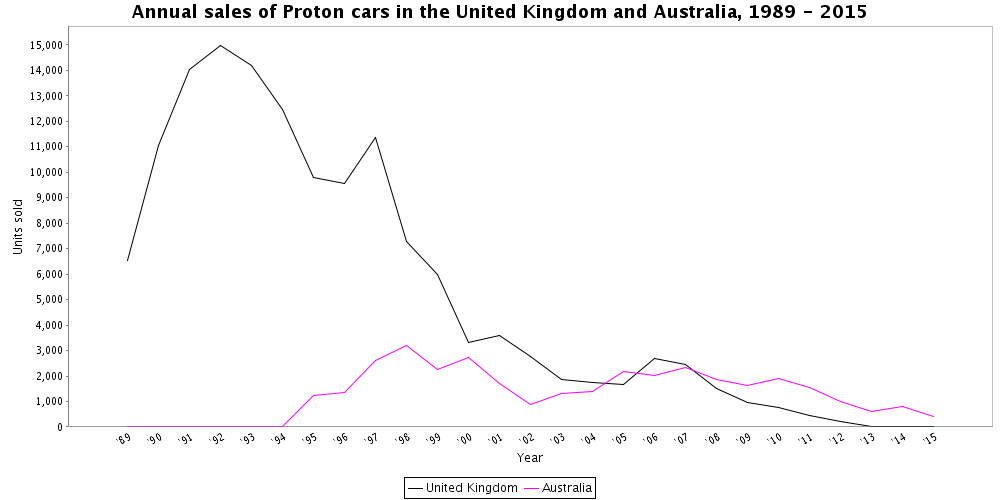
Försäljningen av Proton i Storbritannien var mycket framgångsrik under 1990-talet, men har sedan kollapsat och i mitten av 2010-talet säljs märket inte längre där.

Protons främsta marknad är hemlandet, där man haft en väldigt stor marknadsandel mycket tack vare skatter på utländska bilar. Detta har dock ändrats; i takt med att skatter på importerade bilar har minskats har Protons marknadsandel minskats avsevärt. 2006 sjönk företagets marknadsandel från 40 till 32% och Perodua tog över platsen som landets största bilmärke. Proton har exporterat bilar till bland annat Storbritannien, Sydafrika, Australien och Singapore. 2015 hade Protons marknadsandel i hemlandet sjunkit till runt 15% och exporten har gått trögt, bland annat på grund av att bilarna inte uppfyller miljökrav i många länder. 2016 inledde Proton ett försök att lanseras i Chile.
24 maj 2017 köpte Geely som även har majoriteten av aktierna i Volvo personvagnar, 49,9% av aktierna i Proton.
I augusti 2008 hade Proton tillverkat tre miljoner bilar sedan 1985.

## Bilmodeller
- Proton Saga
- Proton Wira
- Proton Perdana
- Proton Waja
- Proton Gen-2
  - Proton Persona (sedanversion av Gen-2)
- Proton Savvy
- Proton Exora